# Gernika Rugby Taldea
El Gernika Rugby Elkartea és un club de rugbi basc de la localitat de Gernika, en la comarca de Busturialdea-Urdaibai (Biscaia, País Basc).